# Шадрин, Валерий Иванович
Вале́рий Ива́нович Шадрин  (12 февраля 1939 — 3 декабря 2022) — советский и российский театральный деятель.
Генеральный директор Международного театрального фестиваля им. А. П. Чехова, президент Международной конфедерации театральных союзов, член Совета при Президенте Российской Федерации по культуре и искусству. В советский период — начальник Главного управления культуры города Москвы, секретарь правления Союза театральных деятелей СССР. Заслуженный деятель искусств Российской Федерации (2016).
Умер 3 декабря 2022 года. Похоронен на Аллее деятелей искусств на Троекуровском кладбище в Москве.

## Награды и премии
- Орден «За заслуги перед Отечеством» IV степени (21 февраля 2005 года) — за большой вклад в развитие отечественной культуры и многолетнюю творческую деятельность[3].
- Орден Трудового Красного Знамени (1971).
- Орден Дружбы народов (1981).
- Орден «Знак Почёта» (1976).
- Заслуженный деятель искусств Российской Федерации (11 июня 2016 года) — за большие заслуги в развитии отечественной культуры и искусства, средств массовой информации и многолетнюю плодотворную деятельность[4].
- Премия Станиславского (1999), Премия Мэра города Москвы как автору идеи и концепции проведения Всемирной театральной Олимпиады в Москве (2002), Приз журнала «Балет» «Душа танца», Почётный приз «Удиви меня» Международного Дягилевского фестиваля искусств в Санкт-Петербурге (2012), Грамота Министра иностранных дел Японии за выдающиеся достижения в области международного сотрудничества в знак признания вклада в развитие дружественных отношений между Японией и зарубежными странами (2012).
- Кавалер трёх Орденов Французской республики — Офицер Ордена академической Пальмовой ветви, Кавалер Ордена искусств и литературы, Кавалер Ордена Почётного Легиона (2013).
- Медаль Правительства Китая «За сотрудничество и дружбу между народами».
- Почётный Орден Британской империи за заслуги в продвижении британского и мирового искусства в России (2016).[5][6][7]
- Орден Восходящего солнца, золотые лучи с розеткой (Япония, 2017[8])[9][10].
- Лауреат премии Андрея Лобанова в номинации «Событие сезона вне ермоловского театра» (2017).
- Лауреат премии «Хрустальная Турандот» в номинации «За доблестное служение театру, честь, достоинство» (2017).[11][12][13][14]
- Орден Звезды Италии в степени Великого офицера (2019).[15][16]
- Почётная грамота Правительства Москвы (11 февраля 2004 года) — за многолетнюю плодотворную работу по развитию театрального искусства[17]
- Благодарность Министра культуры Российской Федерации (2 февраля 2004 года) — за многолетний плодотворный труд и большой вклад в развитие театрального искусства[18]